# Xã Eden, Quận Lake, Michigan
Xã Eden (tiếng Anh: Eden Township) là một xã thuộc quận Lake, tiểu bang Michigan, Hoa Kỳ. Năm 2010, dân số của xã này là 487 người.